# Golden Door
Pour plus de détails, voir Fiche technique et Distribution.
Golden Door (Nuovomondo) est un film italien de 2006 réalisé par Emanuele Crialese, sorti en 2007 sur les écrans français et le 28 mars 2007 en Belgique.

## Synopsis
Début du XXe siècle. Dans un coin perdu de la campagne sicilienne, vit une famille de paysans qui s'échinent sur le même lopin de terre depuis des générations. Ils mènent une existence en harmonie avec la nature et cohabitent avec les esprits de leurs défunts. La monotonie de leur vie quotidienne est interrompue par des récits du Nouveau Monde, de leurs habitants, et des innombrables richesses de cet Eden...
Salvatore décide de vendre tous ses biens : sa terre, sa maison, son bétail pour partir avec ses enfants et sa mère âgée mener une vie meilleure de l'autre côté de l'océan. Mais pour devenir citoyen du Nouveau Monde, il faut mourir et renaître un peu. Il faut abandonner les traditions séculaires et les vieilles croyances de sa terre, il faut être sain de corps et d'esprit, savoir obéir et jurer fidélité si l'on veut franchir "La Porte d'Or"...

## Fiche technique
- Titre : Golden Door
- Titre original : Nuovomondo
- Titre québécois : La porte d'or
- Réalisation : Emanuele Crialese
- Scénario : Emanuele Crialese
- Production : Alexandre Mallet-Guy et Fabrizio Mosca
- Image : Agnès Godard
- Musique : Antonio Castrignanò
- Son : Pierre-Yves Lavoué
- Costumes : Mariano Tufano
- Montage : Maryline Monthieux
- SOFICA : Cofinova 1, Cofimage 16
- Pays d'origine :  Italie
- Langues originales : italien, sicilien et anglais
- Format : couleur - CinemaScope - 35 mm
- Genre : drame
- Durée : 118 minutes (1h58)
- Dates de sortie : 
  -  Italie 8 septembre 2006 (Mostra de Venise) (première)
  -  Canada 13 septembre 2006 (Festival international du film de Toronto )
  -  Italie 22 septembre 2006
  -  France 30 septembre 2006 (Annecy Italian Film Festival)
  - 21 mars 2007
  -  Belgique 28 mars 2007

## Distribution
- Charlotte Gainsbourg : Lucy
- Vincenzo Amato : Salvatore
- Aurora Quattrocchi : Donna Fortunata
- Francesco Casisa : Angelo
- Filippo Pucillo : Pietro
- Federica De Cola : Rita
- Isabella Ragonese : Rosa
- Vincent Schiavelli : Don Luigi
- Massimo Laguardia : Mangiapane
- Filippo Luna : Don Ercole
- Andrea Prodan : Mr Del Fiore
- Ernesto Mahieux : Dr. Zampino

## Autour du film
- Le tournage a duré quatorze semaines et s'est déroulé en Sicile et en Argentine, dans la baie de Buenos Aires.
- La scène finale, où l'on peut voir la famille Mancuso émerger d'un fleuve de lait et nager au milieu d'autres immigrants, a dû être tournée ultérieurement, pendant le montage, la fin initialement prévue ne convenant plus. La scène est filmée sur la musique Sinnerman de Nina Simone que l'on peut aussi entendre interpréter Feeling good vers la 82e minute de projection, lorsque les immigrantes prennent une douche dans ce qui semble être un lazaret.
- Golden Door est un des très rares films non doublés à avoir été distribué à plus de cent copies en Italie (les dialogues en sicilien et en anglais étant sous-titrés en italien).

## Distinctions
- Mostra de Venise 2006 - Lion d’Argent de la Révélation